# Frass

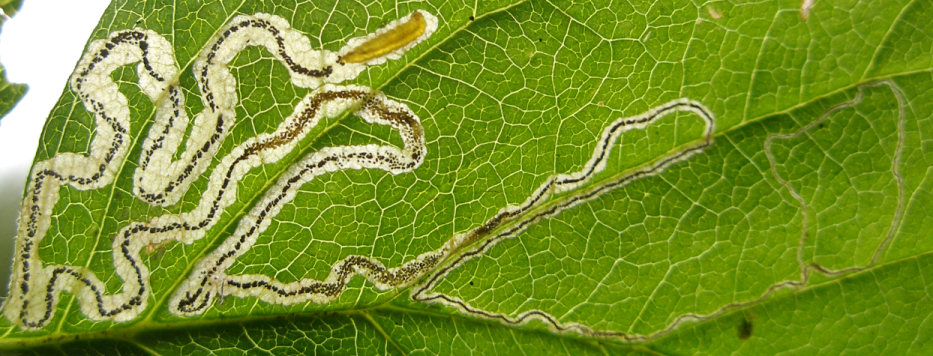
Frass in het midden van de gangmijn van Stigmella splendidissimella.

Frass is de ontlasting van herbivore insecten.
De term komt uit het Engels; het woord werd daar aan het Duits ontleend (Duits: Fraß = vraat(schade)). 
Meestal bestaat frass uit droge korrels. Draden, staafjes en ook vochtige uitwerpselen behoren echter ook tot de mogelijkheden.
De plaats en vorm van frass in bladmijnen is een van de kenmerken die gebruikt kunnen worden bij de determinatie van bladmineerders. 
De rups van de vlinder Moduza procris maakt op het blad lange ketens van frass, die vermoedelijk worden gebruikt om mieren te weren.